# حلقي الدكسترين

التركيب الكيميائي للأنواع الثلاثة الرئيسية من الدكسترين الحلقي

الدكسترينات الحلقية (بالإنجليزية:  Cyclodextrins)‏ أو الدكسترين الحلقي، هي من عائلة السكريات قليلة التعدد تتكون من حلقة ضخمة من الجلوكوز تتكون من رابطة غليكوسيدية. وهي عبارة عن سكريات حـلقية بلورية غير مختزلة تسمى
(α-D glucopyranose) يمكن الحصول عليها صناعياً من التحلل الانزيمي للأمايلوز (الشكل الخطي للنشا) بواسطة إنزيم يسمى (glucosyltransferase) اختصاراً (CGTase). يحتوي أكبر دكسترين حلقي على 32 وحدة 1.4 (جزء من نشا الأمايلوز)
تحتوي الدكسترينات الحلقية النموذجية على عدد من مونومرات الجلوكوز تتراوح من ست إلى ثماني وحدات في حلقة، مما يؤدي إلى تكوين شكل مخروطي:
- α(ألفا) - دكسترين حلقي: 6 وحدات فرعية للجلوكوز
- β (بيتا) - دكسترين حلقي: 7 وحدات فرعية للجلوكوز
- γ (جاما) - دكسترين حلقي: 8 وحدات فرعية للجلوكوز